# Aeroporti nelle Filippine
Quello che segue è un elenco parziale degli aeroporti delle Filippine, denominati come stabilito dall'Organizzazione internazionale dell'aviazione civile (ICAO), ordinati per tipologia e sotto-ordinati per classificazione.

## Classificazione
La classificazione degli aeroporti nelle Filippine è definita dalla Civil Aviation Authority of the Philippines (CAAP), l'autorità nazionale dell'aviazione civile di quel Paese.
In data 2 febbraio 2008, la CAAP ha pubblicato le nuove definizioni per la riclassificazione degli aeroporti nazionali: e la lista degli aeroporti nazionali riclassificati secondo le nuove normative:
- internazionali: aeroporti dotati di strutture doganali atte a svolgere traffico internazionale;
- principali: aeroporti utilizzati per voli domestici suddivisi in:
  - di classe 1: aeroporti in grado di accogliere aeromobili con più di 100 posti Boeing 737, Airbus A320, Douglas DC-9;
  - di classe 2: in grado di accogliere aeromobili più piccoli di quelli sopra specificati;
- comunitari: dedicati al traffico di voli non di linea.

A luglio 2013 in Paese ospita 85 aeroporti, di cui 10 classificati come internazionali, 15 come principali di classe 1, 19 come principali di classe 2 e 41 come comunitari.

## Aeroporti

### Civili

#### Classificati da Civil Aviation Authority of the Philippines
| Località                       | Regione                    | IATA | ICAO | Nome ECCAIRS dell'aeroporto                    | Classificazione     | Coordinate             |
| ------------------------------ | -------------------------- | ---- | ---- | ---------------------------------------------- | ------------------- | ---------------------- |
| Angeles                        | Luzon Centrale             | CRK  | RPLC | Aeroporto di Clark                             | Internazionale      | 15°11′09″N 120°33′35″E |
| Davao                          | Davao                      | DVO  | RPMD | Aeroporto Internazionale Francisco Bangoy      | Internazionale      | 7°07′31″N 125°38′45″E  |
| Kalibo                         | Visayas Occidentale        | KLO  | RPVK | Aeroporto di Kalibo                            | Internazionale      | 11°40′45″N 122°22′23″E |
| Laoag                          | Ilocos                     | LAO  | RPLI | Aeroporto Internazionale di Laoag              | Internazionale      | 18°10′41″N 120°31′53″E |
| Lapu-Lapu                      | Visayas Centrale           | CEB  | RPVM | Aeroporto Internazionale di Lapu-Lapu - Mactan | Internazionale      | 10°18′48″N 123°58′58″E |
| Manila                         | Regione Capitale Nazionale | MNL  | RPLL | Aeroporto Internazionale Ninoy Aquino          | Internazionale      | 14°30′31″N 121°01′10″E |
| Puerto Princesa                | Visayas Occidentale        | PPS  | RPVP | Aeroporto di Puerto Princesa                   | Internazionale      | 9°44′31″N 118°45′31″E  |
| Olongapo                       | Luzon Centrale             | SFS  | RPLB | Aeroporto Internazionale di Subic Bay          | Internazionale      | 14°47′40″N 120°16′17″E |
| General Santos                 | Soccsksargen               | GES  | RPMR | Aeroporto di Tambler                           | Internazionale      | 6°03′29″N 125°05′46″E  |
| Zamboanga                      | Penisola di Zamboanga      | ZAM  | RPMZ | Aeroporto internazionale di Zamboanga          | Internazionale      | 6°55′21″N 122°03′35″E  |
| Silay                          | Visayas Occidentale        | BCD  | RPVB | Aeroporto di Bacolod                           | Principale classe 1 | 10°46′35″N 123°00′53″E |
| Butuan                         | Caraga                     | BXU  | RPME | Aeroporto di Butuan                            | Principale classe 1 | 8°57′04″N 125°28′40″E  |
| Dipolog                        | Penisola di Zamboanga      | DPL  | RPMG | Aeroporto di Dipolog                           | Principale classe 1 | 8°36′07″N 123°20′30″E  |
| Sibulan                        | Visayas Centrale           | DGT  | RPVD | Aeroporto di Dumaguete - Sibulan               | Principale classe 1 | 9°20′01″N 123°18′02″E  |
| Iloilo                         | Visayas Occidentale        | ILO  | RPVI | Aeroporto di Iloilo                            | Principale classe 1 | 10°49′58″N 122°29′36″E |
| Legazpi                        | Bicol                      | LGP  | RPLP | Aeroporto di Legazpi                           | Principale classe 1 | 13°09′25″N 123°44′46″E |
| Naga                           | Bicol                      | WNP  | RPUN | Aeroporto di Naga                              | Principale classe 1 | 13°35′05″N 123°16′11″E |
| Roxas                          | Visayas Occidentale        | RXS  | RPVR | Aeroporto di Roxas                             | Principale classe 1 | 11°35′51″N 122°45′06″E |
| San Jose (Mindoro Occidentale) | Mimaropa                   | SJI  | RPUH | Aeroporto di San Jose (Mindoro)                | Principale classe 1 | 12°21′41″N 121°02′48″E |
| Tacloban                       | Visayas Orientale          | TAC  | RPVA | Aeroporto di Tacloban-Daniel Z. Romualdez      | Principale classe 1 | 11°13′39″N 125°01′40″E |
| Tagbilaran                     | Visayas Centrale           | TAG  | RPVT | Aeroporto di Tagbilaran                        | Principale classe 1 | 9°39′50″N 123°51′11″E  |
| Tuguegarao                     | Valle di Cagayan           | TUG  | RPUT | Aeroporto di Tuguegarao                        | Principale classe 1 | 17°38′36″N 121°43′59″E |
| Malay                          | Visayas Occidentale        | MPH  | RPVE | Aeroporto di Caticlan                          | Principale classe 2 | 11°56′29″N 121°57′18″E |
| Basco                          | Valle di Cagayan           | BSO  | RPUO | Aeroporto di Basco                             | Principale classe 2 | 20°27′05″N 121°58′48″E |
| Provincia di Camiguin          | Mindanao Settentrionale    | CGM  | RPMH | Aeroporto di Camiguin                          | Principale classe 2 | 9°15′13″N 124°42′25″E  |